# Station Leonów
Station Leonów is een spoorwegstation in de Poolse plaats Leonów.